# Рузбех Чешми
Рузбех Чешми (перс. روزبه چشمی‎‎‎, латинизовано: ; Техеран, 24. јул 1993) професионални је ирански фудбалер који примарно игра у средини терена на позицији дефанзивног везног играча, а повремено игра и у одбрани као центархалф.

## Клупска каријера
Професионалну каријеру започиње као играч екипе Саба Ком из града Кома, у чијем дресу је играо две сезоне у најјачој иранској лиги. Потом у јуну 2015. прелази у редове Естеглала из Техерана са којим потписује двогодишњи уговор вредан око 100.000 евра. 
Због повреде укрштених лигамената пропустио је комплетну сезону 2016/17.

## Репрезентативна каријера
Чешми је играо за све млађе репрезентативне селекције Ирана, а за сениорску репрезентацију Ирана дебитовао је 31. августа 2017. у утакмици квалификација за светско првенство против Јужне Кореје.
Селектор Карлос Кејроз уврстио га је на списак играча за Светско првенство 2018. у Русији, где је дебитовао већ у првој утакмици у групи Б против Марока. Због повреде задобијене на тренингу пропустио је преостале две утамице свог тима на првенству.

## Статистика каријере

### Голови за репрезентацију
| №  | Датум              | Стадион                      | Ривал      | Голови | Резултат | Такмичење            |
| -- | ------------------ | ---------------------------- | ---------- | ------ | -------- | -------------------- |
| 1. | 19. мај 2018.      | Стадион Азади, Техеран       | Узбекистан | 1 : 0  | 1 : 0    | Пријатељска утакмица |
| 2. | 25. новембар 2022. | Стадион Ахмед ибн Али, Рајан | Велс       | 1 : 0  | 2 : 0    | Светско првенство    |

## Успеси и признања
Естеглал
- Куп Ирана: 2017/18.
- Иранска Про лига: 2021/22.
- Суперкуп Ирана: 2022.